# Polypore du mélèze
Fomitopsis officinalis, Laricifomes officinalis
Espèce
Statut de conservation UICN

 EN  : En danger
Le Polypore du mélèze (Fomitopsis officinalis, syn. Laricifomes officinalis) est une espèce de champignons de la famille des Fomitopsidaceae. Il est également connu sous le nom de polypore officinale.

## Description
Le chapeau de ce champignon prend une forme semblable à celle d'un sabot puis prend une forme cylindrique en grandissant. Il est de couleur blanche à gris-noir. Ses pores sont arrondis et anguleux.
Il peut atteindre 65 cm en grandissant. Il produit une nouvelle couche chaque année. Cette accumulation peut atteindre les 70 strates.
Certains spécimens peuvent vivre jusqu'à 60 ans et atteindre les 10 kg.
Sa chaire est d'aspect blanche et molle. Elle est de texture farineuse et a un goût amère.
Le polypore officinale est un agent de la pourriture brune et parfois désignée comme une pourriture rouge.

## Habitat et répartition
Comme son nom l'indique, le polypore du mélèze se développe sur des mélèzes malades ou blessés. C'est un champignon xylophage.
En Europe, il est présent dans les zones alpines au climat continentale, majoritairement en Suisse et en France. Le polypore officinal a également pu être observé en Allemagne, en Roumanie, en Pologne, en Lituanie et en Grèce à de rares occasions.
En Amérique, certains spécimens ont été signalés sur des mélèzes dans les Rocheuses. En Asie, on retrouve parfois ce champignon en Russie, plus précisément en Sibérie.

## Histoire et utilisation
Le polypore du mélèze était utilisé à des fins officinales dans la médecine traditionnelle et a ainsi parfois été dénommé "agaric des médecins",. 
En Europe, il était notamment administré comme remède contre la sudation nocturne dans le cadre du traitement des patients atteints de la tuberculose, ainsi que comme purgatif.
Il était utilisé comme antiémétique et contre la toux spasmodique en Inde. En Amérique du Nord, il a parfois pu être utilisé dans le cadre de traitement contre la gonorrhée.

## Menaces et protection
Le polypore du mélèze est un champignon considéré comme rare. Selon certaines hypothèses, la rareté de l'espèce serait due à son importante récolte à des fins médicinales jusqu'au XXe siècle.
La raréfaction de ce polypore est aussi due à l'abattage des arbres sur lesquels il se développe, soit car ils sont malades, soit dans le cadre de la construction de pistes de ski,.
La lente croissance de ce champignon le rend très vulnérable à ces différentes pressions.  

## Systématique
Le nom scientifique complet (avec auteur) de ce taxon est Fomitopsis officinalis (Vill.) Bondartsev & Singer.
L'espèce a été initialement classée dans le genre Boletus sous le basionyme Boletus officinalis Vill..
Fomitopsis officinalis a pour synonymes :
- Agaricum officinale (Vill.) Donk
- Boletus agaricum Pollini
- Boletus laricis F.Rubel
- Boletus laricis Jacq.
- Boletus officinalis (Rubel) Batsch, 1783
- Boletus officinalis Vill.
- Boletus purgans J.F.Gmel.
- Cladomeris officinalis (Vill.) Quél.
- Cladomeris officinalis (Villars) Bigeard & Guillemin
- Fomes fuscatus Lázaro Ibiza
- Fomes laricis (F.Rubel) Murrill
- Fomes officinalis (Vill.) Bres.
- Laricifomes officinalis (Vill.) Kotl. & Pouzar
- Leptoporus sulphureus var. officinalis (Villars) Quél.
- Piptoporus officinalis (Vill.) P.Karst.
- Polyporus laricis (F.Rubel) Duby
- Polyporus officinalis (Vill.) Fr.
- Ungulina officinalis (Vill.) Pat.